# 205. pehotna brigada (ZDA)
205. pehotna brigada (izvirno angleško 205th Infantry Brigade) je bila pehotna brigada Kopenske vojske Združenih držav Amerike.